# Bazoches-au-Houlme
Bazoches-au-Houlme és un municipi francès situat al departament de l'Orne i a la regió de Normandia. L'any 2007 tenia 412 habitants.

## Demografia

### Població
El 2007 la població de fet de Bazoches-au-Houlme era de 412 persones. Hi havia 142 famílies de les quals 36 eren unipersonals (12 homes vivint sols i 24 dones vivint soles), 37 parelles sense fills, 65 parelles amb fills i 4 famílies monoparentals amb fills.
La població ha evolucionat segons el següent gràfic:
Habitants censats

### Habitatges
El 2007 hi havia 207 habitatges, 158 eren l'habitatge principal de la família, 39 eren segones residències i 10 estaven desocupats. Tots els 207 habitatges eren cases. Dels 158 habitatges principals, 130 estaven ocupats pels seus propietaris, 26 estaven llogats i ocupats pels llogaters i 3 estaven cedits a títol gratuït; 3 tenien una cambra, 5 en tenien dues, 23 en tenien tres, 39 en tenien quatre i 88 en tenien cinc o més. 112 habitatges disposaven pel capbaix d'una plaça de pàrquing. A 72 habitatges hi havia un automòbil i a 70 n'hi havia dos o més.

### Piràmide de població
La piràmide de població per edats i sexe el 2009 era:
| Homes | Edats   | Dones |
| ----- | ------- | ----- |
| 0     | 95 o +  | 0     |
| 0     | 90 a 94 | 0     |
| 0     | 85 a 89 | 12    |
| 0     | 80 a 84 | 0     |
| 12    | 75 a 79 | 4     |
| 16    | 70 a 74 | 8     |
| 12    | 65 a 69 | 0     |
| 4     | 60 a 64 | 12    |
| 0     | 55 a 59 | 8     |
| 16    | 50 a 54 | 12    |
| 12    | 45 a 49 | 12    |
| 28    | 40 a 44 | 12    |
| 16    | 35 a 39 | 12    |
| 12    | 30 a 34 | 16    |
| 0     | 25 a 29 | 4     |
| 12    | 20 a 24 | 4     |
| 8     | 15 a 19 | 24    |
| 4     | 10 a 14 | 24    |
| 4     | 5 a 9   | 16    |
| 0     | 0 a 4   | 8     |

## Economia
El 2007 la població en edat de treballar era de 248 persones, 197 eren actives i 51 eren inactives. De les 197 persones actives 183 estaven ocupades (98 homes i 85 dones) i 14 estaven aturades (6 homes i 8 dones). De les 51 persones inactives 11 estaven jubilades, 20 estaven estudiant i 20 estaven classificades com a «altres inactius».

### Ingressos
El 2009 a Bazoches-au-Houlme hi havia 168 unitats fiscals que integraven 479 persones, la mediana anual d'ingressos fiscals per persona era de 15.637 €.

### Activitats econòmiques
Dels 9 establiments que hi havia el 2007, 1 era d'una empresa de fabricació d'altres productes industrials, 2 d'empreses de construcció, 1 d'una empresa de comerç i reparació d'automòbils, 1 d'una empresa d'hostatgeria i restauració, 2 d'empreses de serveis i 2 d'empreses classificades com a «altres activitats de serveis».
Dels 2 establiments de servei als particulars que hi havia el 2009, 1 era un guixaire pintor i 1 electricista.
L'únic establiment comercial que hi havia el 2009 era una gran superfície de material de bricolatge.
L'any 2000 a Bazoches-au-Houlme hi havia 32 explotacions agrícoles que ocupaven un total de 1.716 hectàrees.

## Equipaments sanitaris i escolars
El 2009 hi havia una escola elemental integrada dins d'un grup escolar amb les comunes properes formant una escola dispersa.

## Poblacions més properes
El següent diagrama mostra les poblacions més properes.